# Đerzelez Alija
Đerzelez  (Gerzelez, Erzelez) Alija, legendarni junak narodnih pjesama i predaji Bošnjaka muslimana u Bosni, Hercegovini i Sandažku i u Goranaca. Vjerojatno se radi o stvarnoj povijesnoj osobi Gürzu Ilyasu koji je poginuo 1491. u Bosni u borbi pod tvrđavom Sokol na Plivi nedaleko od grada Jajca. Prema drugoj legendi, poginuo je nedaleko od te tvrđave, u polju današnjeg sela Gerzova. Toponim potvrđuje tu mogućnost, s obzirom na etimologiju stvarne pretpostavljene osobe: Gerz Ilyas > Gerz Iljas > Gerz Elez >Gerz Ilijas >Đerzelez. Jedna predaja tvrdi da je Travniku on dao ime. Premda predaji dugo je putovao od Travnika, gdje se odmorio i napasao umornog konja, pa je mjestu dao ime. Kod Varcar Vakufa selo Gezovo prije se zvalo Prhovo.
Stvarna osoba Gerz Ilyas imao je kao spahija lensko dobro (timar) 1485. i 1489. na području sadašnje Zenice. Bio je vlasnikom sela Gradišća. Za vrijeme tadašnjih popisa nastanjavalo ga je stanovništva u 140 kuća nemuslimana, 9 neoženjenih, 5 muslimanskih domova i jedan neoženjen musliman (mucerred). Selo nije jedna cjelina, nego nekoliko zaselaka (mahala) popisanih zajedno 1485. godine pod imenom Gradišće.
Kod muslimana je na glasu kao Marko Kraljević kod kršćana. U svim je djelima čovjek iz naroda, osoba koju se čeka i koja će doći osloboditi narod od ropstva. Zaštitnik je pravde, vjere i potčinjenog. Svugdje je gdje treba zaštititi narod, raju. Prisutan samo kao nevidljiva, izmišljena ličnost, kao fikcija. Premda muslimanski junak, obračunava se i s visokim osmanskim moćnicima i dostojanstvenicima - pašama i vezirima kojima također presuđuje. Prikazan je kao čovjek koji se usuđuje sa svakim se odmjeriti, pobijediti naoružanog neprijatelja i goloruk. U pjesmama na mjesta zbivanja dolijeće na svome bijelom krilatom konju, sličnom zmaju. Legende o njemu su diljem Bosne i hercegovine. Diljem BiH su lokaliteti čiji toponimi odražavaju spomen na Đerzeleza. Iznad zeničkog Gradišća je "voda Alije Đerzeleza", zapravo manja mlaka u vapnencu koja odolijeva sušnim uvjetima pa ne presušuje ni za velikih vrućina, usprkos što je bez stalna dotoka voda. Na vapnencu pored te mlake su "otisci kopita Alije Đerzeleza". Sjeverno od Zenice kod Banloga je još jedna "voda Alije Đerzeleza", srednje jak izvor, kaptiran, čija se voda rabi za lokalne potrebe. 
Legenda je bila do u daleke krajeve. U Budimu je u 17. stoljeću o Gurz Ilyasu putopisac Evlija Ćelebija u 16. knjizi svoje Seyahatname zapisao "o buzdovanu Gerz – Eljas – babe na Bečkoj kapiji u Budimu", "o brdu Gerz Eljas", o utvrdi koju je, navodno, podigao sultan Sulejman kao spomen na mjesto njegova pokopa te o tekiji Gerz Eljasa. Kod Stoca postoji predaja o bratimljenju s Kraljevićem Markom i njihovom boju s vojskom nekog Demin kapetana. Prema predaji pod velikim nadgrobnim spomenikom na nekropoli Deminov krst, u Burmazima kod Stoca pokopan je Demin kapetan koji je davno živio u tom selu. Njegovi su vojnici pokopani u grobovima od naslaganog kamena.
Turski pisac, znanstvenik i povjesničar Ibn Kemal (1468. – 1534.) zabilježio je Gurza Ilyasa kao legendu već potkraj 16. stoljeća, u dvjema vojnim akcijama 1480. godine, manji konjanički prepad u vilajetu "Unđurovini" i za napad na vojsku Matije Korvina kad se povlačila iz Sarajeva koje je popalila upavši u nj 1480. godine. Akindžija Ilyas je nagrađen ulogom čuvara na ulazu u klisuru Milodraž kod Kiseljaka i pohvaljen što se istakao u sukobu s Vukomg Grgurevićem, glavnim protivnikom. Osmanski popisni defteri iz 1455., 1485., i 1489. ga spominju kao bega.
Nasuprot tome, narodna predaja spominje ga kao čovjeka iz siromašne obitelji. Muslimani starog Sarajeva opjevali su i pričali o junaštvima Alije Đerzeleza. Govorilo se da je imao dvije kuće u Sarajevu, jednu kod Sinanove tekije, a u drugoj pod Grdonjom je ljetovao, na sjevernoj strani Sarajeva. Od obitelji je imao staru mati i neudatu sestru Ajkunu. Prema predaji siromašna obitelj nije mogla živjeti od Đerzelezove zarade pa su mati i sestra tkale i plele da bi se prehranili. Pripovijesti spominju nešto Đerzelozovih imanja i u Sarajevskom polju. U predaji se kaže da mu je sestra nepravedno oklevetana, pa ga je pred smrt zaklela, da poslije njene smrti kad je budu mrtvu kupali, zagrije vodu na vatri od brijestova drveta. Zatražila je da joj na mjestu grobnog nišana umjesto nišana postave dvije glavnje iz te vatre. Prema predaji kazala je "Ja čista obraza i nevina umirem, a to će pokazati i dvije glavnje što ćeš mi ih postaviti na grobu: ako olistaju – znat će se da sam istinu govorila!", što se dogodilo, glavnje su olistale, a nad grobom su nikli veliki brijestovi. Navodno je službovao kod valije Husrev-bega u Sarajevu, koji ga je je držao samo za tovarenje konja i za dotjerivanje drva iz šume, a Đerzelez se držao šumarske etike, ne sjekavši mlado drveće. Na posao išao je rano i s posla se vraćao kasno navečer, da ga ne bi zadirkivali i da ga ne bi ljudi kamenjem tjerali. U predaji jednom je susreo vilu koja ga je nagradila što joj je ostavljenom djetetu napravio hlad, da mu sunce ne naškodi. Od te nagrade stekao je nadnaravnu snagu.
U slavenskim epskim narodnim pjesmama Đerzelez Alija pojavljuje se u pjesmama gdje su sljedeći junaci: Porča od Avale, Zmaj ognjeni Vuk, Vuk Despotović, Marko Kraljević, Banović Sekul, Oblačić Rade, Starina Novak, Sibinjanin Janko, Vuk Jajčanin, Komlen kapetan, ban od Karlova, zadarski ban, Tokalija kralj.
Epsku narodnu pjesmu o Marku Kraljeviću i Đerzelez Aliji dopunio je hrvatski književnik Josip Milaković i objavio ju je 1906. godine.
Đerzelezova kuća u Sarajevu proglašena je nacionalnim spomenikom kulture.

## Vanjske poveznice
- Avlija  Arhivirana inačica izvorne stranice od 18. studenoga 2015. (Wayback Machine) Alija Džogović: Alija Đerzelez – mit i stvarnost